# Tratatul de la Constantinopol (1832)

Hartă a evoluției teritoriale a Regatului Greciei (în albastru închis) până în zile noastre

Tratatul de la Constantinopol semnat pe 21 iulie 1832 a fost un document diplomatic rezultat în urma conferinței convocate în capitala Imperiului Otoman în februarie 1832, la care au participat Marile Puteri ale vremii: Regatul Unit, Franța și Imperiul Rus pe de-o parte și Imperiul Otoman pe de alta. Tratativele au avut loc în condițiile în care nu toți aliații europeni erau mulțumiți de linia de demarcație turco-elenă Aspropotamos-Zitouni, care urma să înlocuiască frontiera Arta – Volos, mai favorabilă grecilor, iar principele Leopold a refuzat să accepte tronul noului stat. 
Retragerea candidaturii principelui Leopold și Revoluția din Iulie din Franța a întârziat tratativele cu privire la frontierele Greciei până după formarea unui nou guvern la Londra. Lordul Palmerston, noul ministru de externe al Regatului Unit, spre deosebire de predecesorul său, a acceptat linia de frontieră Arta-Volos. În același timp, nota secretă cu privire la Creta înaintată de ambasadorul Bavariei puterilor europene a fost respinsă de către acestea din urmă. 
În conformitate cu prevederile protocolului semnat la Londra pe 7 mai 1832 între Bavaria și puterile garante europene, Grecia a fost declarată țară independentă, iar linia Arta-Volos urma să devină frontiera sa nordică. Acest protocol reglementa și problema regenței care avea să asigure conducerea țării până la majoratul lui Otto, cât și cea a unui al doilea împrumut de stat de 2.400.000 £ (un prim împrumut de stat fusese deja oferit guvernului revoluționar elen în timpul războiului de independență). Imperiul Otoman urma să primească despăgubiri de 40.000.000 piaștri pentru pierderile sale teritoriale. Frontierele Regatului Greciei au fost reconfirmate prin semnarea de către Marile Puteri a  Protocolului de la Londra din 30 august 1832, care a ratificat prevederile Tratatului de la Constantinopol și a marcat în  mod oficial încheierea Războiului de Independență al Greciei și apariția pe harta politică a Europei a unui nou stat – Regatul Greciei. 

## Resurse internet
- en  http://www.mfa.gr/en/the-ministry/international-conventions/major-international-treaties-concerning-greece.html Major International Treaties Concerning Greece, Treaty (Arrangement) of Constantinople, 21.6.1832.